# Selangor
Selangor (Jawi:سلاڠور) es un estado de Malasia, ubicado en la Malasia Peninsular. Está bordeada al sur con Negeri Sembilan, al este con Pahang, al norte con Perak y al oeste con el estrecho de Malaca; asimismo rodea a Kuala Lumpur y Putrajaya, que alguna vez estuvieron bajo su soberanía. La ciudad capital es Shah Alam.
Selangor es el estado más poblado de Malasia, en gran medida gracias al vertiginoso crecimiento económico encontrado en el lugar, principalmente propulsado por la industria; y por el crecimiento de la conurbación de Kuala Lumpur.
Hasta la década de 1970, Kuala Lumpur fue la capital de Selangor, pero la ciudad fue convertida en territorio federal en 1974, separándola del resto del estado. El título árabe honorífico es Darul Ehsan ("La sinceridad residencia").

## Etimología

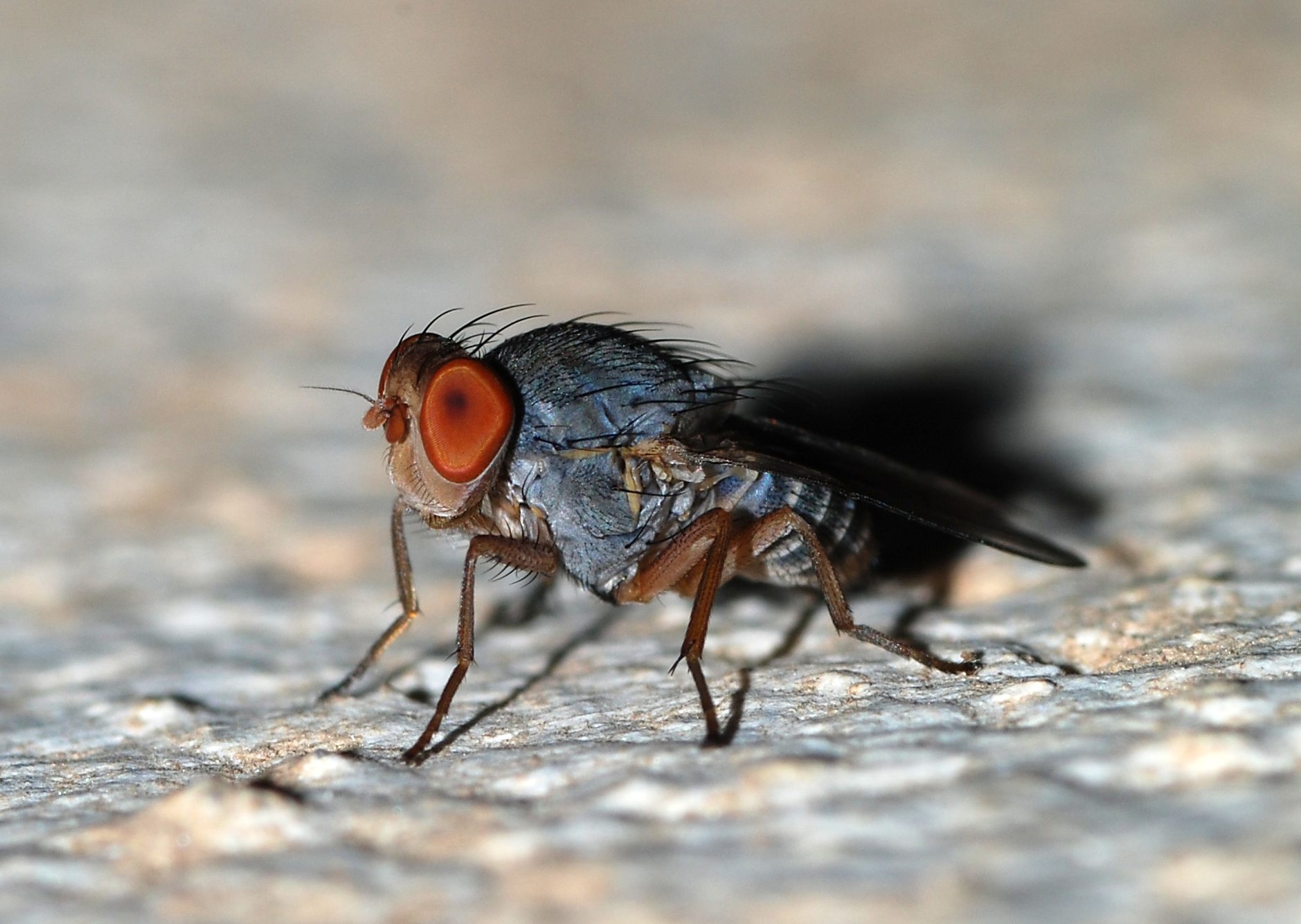
Diptera, origen nombre de Selangor

El nombre de Selangor deriva de Selangau, la palabra malaya para designar a una gran mosca o mosca azul (Langau), encontrada frecuentemente a lo largo del Río de Selangor.
La teoría alternativa es Selang-ur (siendo en Malayo: Selang/Selat = estrecho y ur/aur = ribera). Selang-ur significaría entonces "estrechos de ribera"; refiriéndose así de nuevo al Río de Selangor.

## Historia
El siglo XV, Selangor fue parte del Sultanato de Malaca. Después de la caída de Malaca ante el Imperio Portugués, el área se convirtió en disputa entre Portugal, Johor, Aceh y Siam. Más adelante, en 1641 los holandeses derrotaron a los portugueses y trajeron mercenarios Bugis desde Célebes. Después de eso, ellos establecieron el sultanato en 1740 y desplazado el Minangkabau.

## Demografía
La posición geográfica de Selangor, en el centro de
el Peninsular y junto al Valle Klang, estableció a la región como punto estratégico para desarrollar el avance la economía de Malasia.
Selangor es el estado más poblado en Malasia, con una población de 5,462,141 habitantes en 2010. Según las estadísticas, los malayos son representan la mayoría (59.9%), seguidos por chinos (28.6%), indios (13.3%) y finalmente otras etnias (0.2%).
Los malayos en Selangor consisten en Java (mayoría), Bugis, Banjar y Minangkabau. Los pueblos de Java viven en gran parte en región costa (Sepang, Kuala Langat, Klang, Kuala Selangor, y Sabak Bernam).

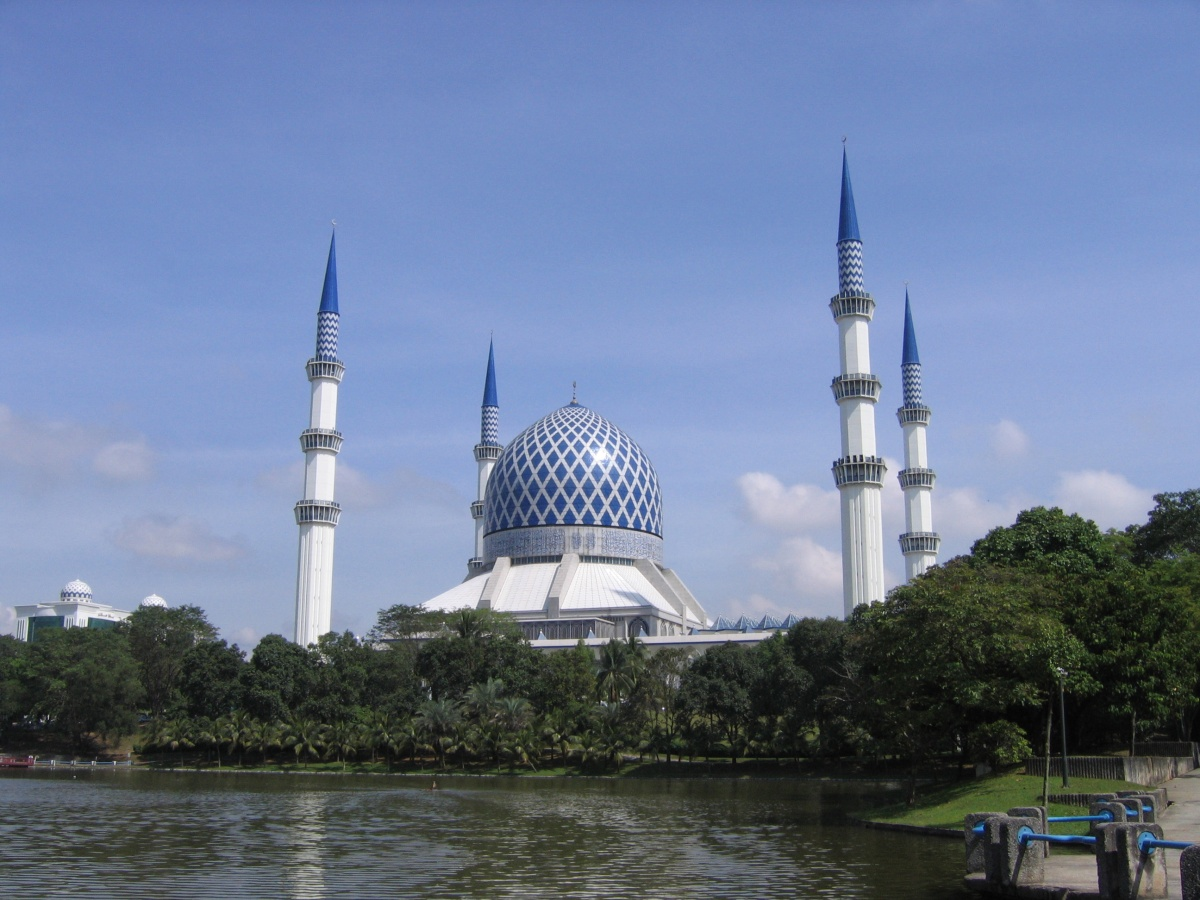
Mezquita de Sultan Salahuddin Abdul Aziz o La Mezquita Azul en Shah Alam

## Distritos
Selangor se divide en 9 distritos (en Malayo: daerah): 
- Petaling (ڨتاليڠ) (incluso Shah Alam; el ciudad capital)

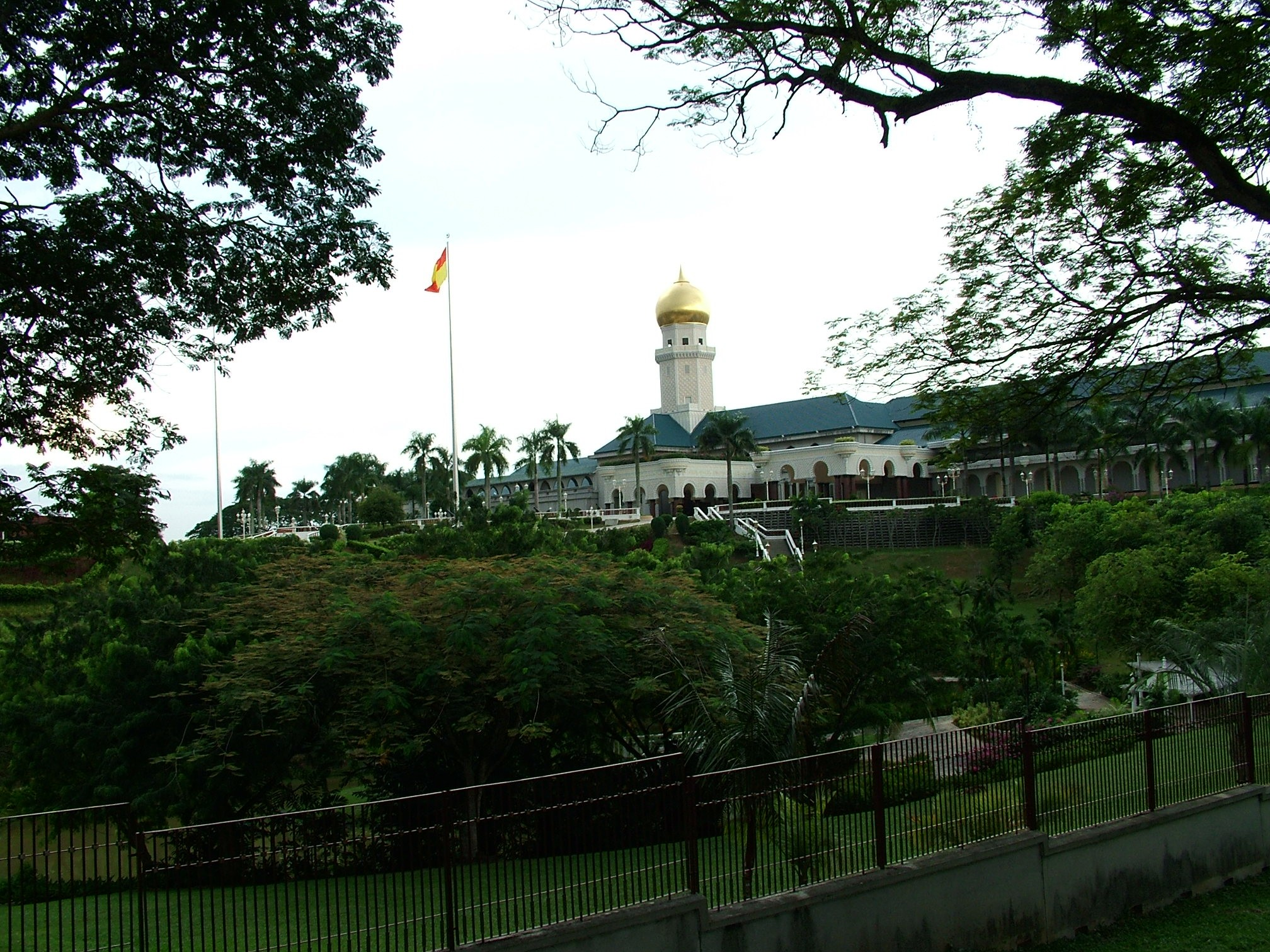
Residencia del sultán en Klang.

- Hulu Langat (هولو لاڠت)
- Gombak (ڭومبق)
- Hulu Selangor (هولو سلاڠور)
- Sepang (سڨڠ)
- Kuala Langat (كوالا لاڠت)
- Klang (كلڠ)
- Kuala Selangor (كوالا سلاڠور)
- Sabak Bernam (سابق برنم)

### Agua
- Port Klang, el puerto más ocupado más del país

### Aire

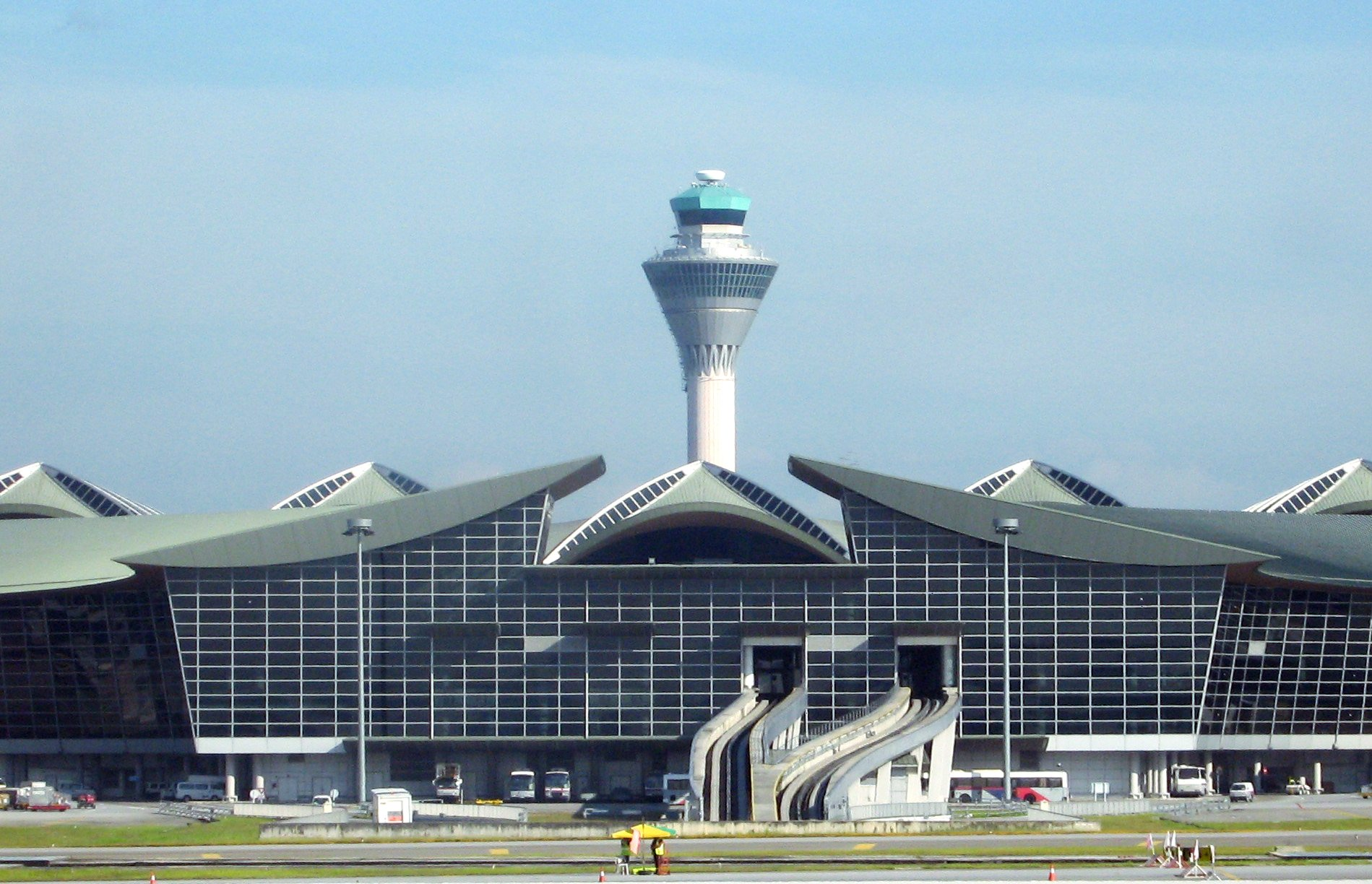
KLIA, el aeropuerto más grande en el país

- Aeropuerto Internacional de Kuala Lumpur (KLIA), en el distrito de Sepang
- Aeropuerto Sultan Abdul Aziz Shah en Subang

## Economía
Selangor tiene la economía más grande de Malasia en términos de producto interno bruto (PIB): 128 billones de RM (aproximadamente 42 mil billones de USD) en 2010; produciendo el 23% del total del PIB de Malasia.
Muchas de estas fábricas se construyeron alrededor de sus principales ciudades: Bangi, Kajang, Puchong, Petaling, Subang, Damansara, Shah Alam y Klang.
Puerto Klang (en malayo: Pelabuhan Klang, en inglés: Port Klang) es una ciudad y la principal puerta de entrada por mar a Malasia. Conocido durante la época colonial como Puerto Swettenham, pero rebautizado como Puerto Klang en julio de 1972, es el puerto más grande del país. Puerto Klang es el puerto marítimo en Distrito de Klang (Malasia), en Selangor.

## Educación
Selangor cuenta con muchas universidades públicas y privadas. Destacan entre ellas: Universiti Kebangsaan Malaysia, Universiti Putra Malaysia, Universiti Islam Antarabangsa Malaysia y Universiti Teknologi MARA.

## Turismo
El turismo representa uno de los mayores ingresos, siendo este estado uno de los lugares más visitados en Malasia: 
- I-City
- Zoo Negara Malaysia
- Litar Antarabangsa Sepang
- Masjid Sultan Abdul Aziz Shah
- Sunway Lagoon
- Pulau Ketam
- Pulau Carey
- Bukit Melawati
- Bagan Nakhoda Omar

## Deportes
El fútbol es el deporte más famoso y cuenta con equipos como Selangor FA, Sime Darby FC y PKNS FC.